# Abd ar-Rahmán III.

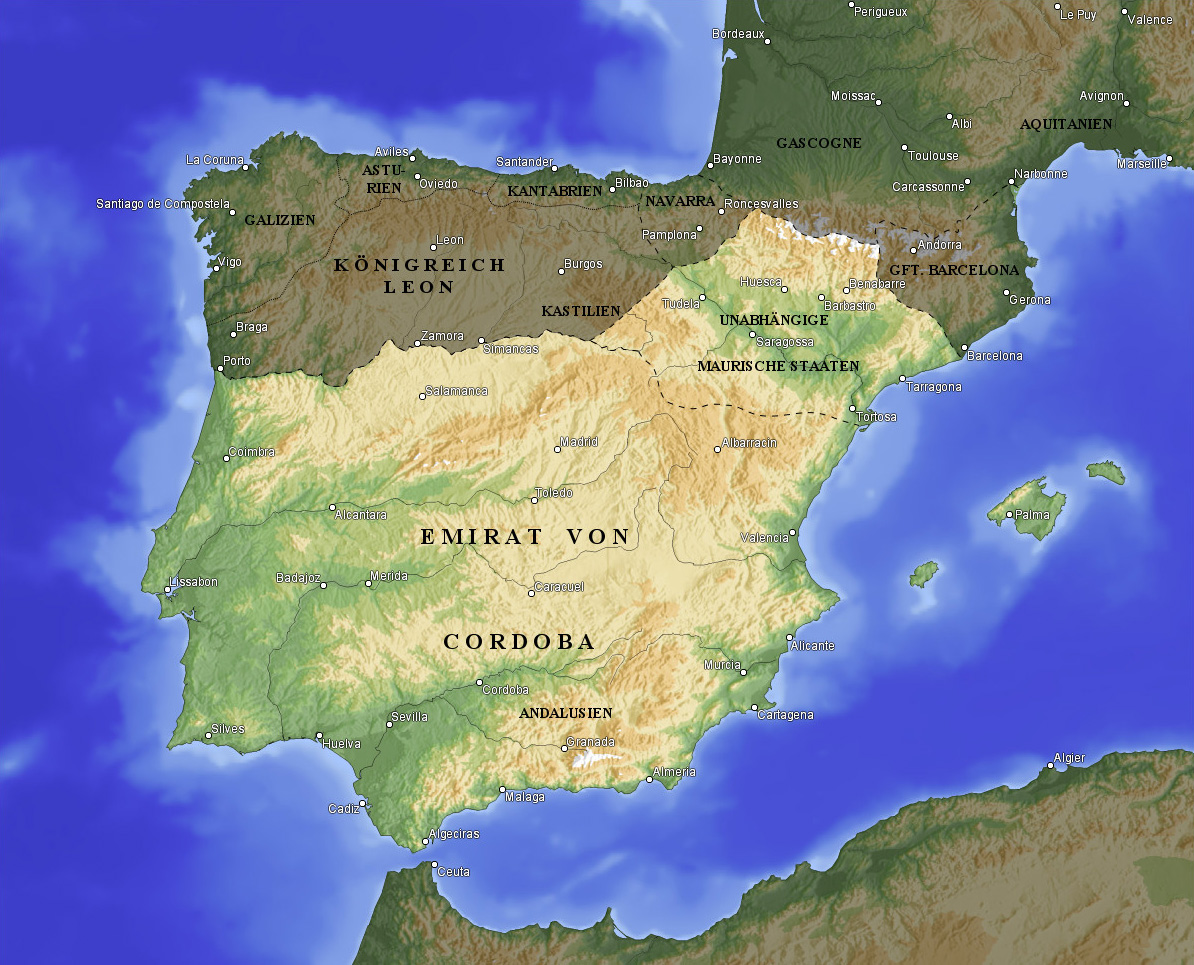
Al-Andalus (resp. córdobský emirát) kolem roku 910

Abd ar-Raḥmán ibn Muhammad ibn Abd Alláh ibn Muhammad ibn Abd ar-Raḥmán ibn ar-Ḥakam ar-Rabdí ibn Hišám ibn Abd ar-Rahmán ar-Dáchil (arabsky: عبدالرحمن بن محمد بن عبداللہ بن محمد بن عبدالرحمن بن الحكم بن هشام بن عبد الرحمن الداخل) (11. ledna 889/891, Córdoba – 15. října 961, Córdoba), nebo jednoduše Abd ar-Rahmán III., umajjovský córdobský emír od roku 912 do roku 929, kdy založil Córdobský chalífát. Až do své smrti působil jako jeho první chalíf. Abd ar-Rahmán přibližně ve svých 20 letech získal laqab (přízvisko) ar-Násir li-Dín Alláh (dosl. „Obránce Boží víry“) za podporu maghrawských Berberů v severní Africe proti expanzi Fátimovců a později si pro sebe nárokoval titul chalífa. Jeho půlstoletí dlouhá vláda byla známá svou náboženskou tolerancí.

## Původ a vzhled
Abd ar-Rahmán se narodil v Córdobě 11. ledna 889. Je také možné, že se narodil roku 891. Byl vnukem Abdulláha ibn Mohamed ar-Umawi, sedmého nezávislého umajjovského emíra al-Andalusu. Jeho rodiči byli Abdulláhův syn Mohamed a Muzna (nebo Muzajna), křesťanská konkubína. Jeho babička z otcovy strany byla také křesťanka, infantka Onneca Fortúnez, dcera zajatého krále Fortúna Garcése z Pamplony. Abd ar-Rahmán byl tedy polorodým synovcem královny Tody z Pamplony. Měl „bílou kůži, modré oči a atraktivní obličej; vypadal dobře, i když byl poněkud robustní a statný. Jeho nohy byly krátké, takže třmeny jeho sedla byly namontovány jen na délku jedné dlaně pod sedlem. Vypadal vysoký, ale ve skutečnosti byl docela nízký. Barvil si vousy na černo.“ Jeho přirozené vlasy byly popsány jako zrzavé-blond a zjevně se chtěl vyhnout tomu, aby vypadal jako Vizigót (mezi předky měl spoustu evropských konkubín). Chtěl vypadat více jako umajjovský Arab. Vzhledem k tomu, že každý následující chalífa měl děti téměř výhradně s evropskými křesťanskými otrokyněmi, byl „arabský“ gen zredukován na polovinu, takže poslední umajjovský chalífa, Hišám II., byl asi jen z 0,09 % Arab.